# Homaloceraea
Homaloceraea is een kevergeslacht uit de familie van de boktorren (Cerambycidae). De wetenschappelijke naam van het geslacht werd voor het eerst geldig gepubliceerd in 1922 door Schmidt.

## Soorten
Homaloceraea omvat de volgende soorten:
- Homaloceraea bicolor (Adlbauer, 2002)
- Homaloceraea bjoernstadi (Adlbauer, 2002)
- Homaloceraea claviger (Dalman, 1817)
- Homaloceraea consimilis (Gahan, 1909)
- Homaloceraea ditylus (Adlbauer, 2000)
- Homaloceraea glabricollis (Hintz, 1919)
- Homaloceraea manicatus (Bates, 1879)
- Homaloceraea rufiventris (Chevrolat, 1855)
- Homaloceraea scabriusculus (Thomson, 1861)